# Emiel Mellaard
Emiel Mellaard (Países Bajos, 21 de marzo de 1966) es un atleta neerlandés retirado especializado en la prueba de salto de longitud, en la que consiguió ser subcampeón europeo en pista cubierta en 1990.

## Carrera deportiva
En el Campeonato Europeo de Atletismo en Pista Cubierta de 1990 ganó la medalla de plata en el salto de longitud, con un salto de 8.08 metros, tras el alemán Dietmar Haaf y por delante del soviético Robert Emmiyan.